# Иркутсккабель (завод)
«Иркутскка́бель» (юридическое название — ОАО «Иркутсккабель») — советское, а впоследствии российское предприятие, которое выпускает продукцию, использующуюся в энергетике, нефте- и газодобывающей отрасли, оборонном комплексе, на транспорте, в машиностроении, строительной индустрии и сельском хозяйстве. Расположен в промышленной зоне города Шелехова Иркутской области.

## История завода
- 1966 год — дата основания завода
- 1968 год — выпуск первой партии неизолированного провода
- 1975 год — первая партия силовых кабелей с бумажной пропитанной изоляцией на напряжение 1, 6, 10кВ
- 1976 год — построен последний шестой пусковой комплекс завода
- Середина 1990-х годов — образование ОАО «Иркутсккабель»
- 2003 год — открыта производственная линия фирмы «Maillefer», начало выпуска современной кабельной продукции — силового кабеля по технологии газовой вулканизации с изоляцией из сшитого полиэтилена на напряжение до 35 кВ

## Настоящее время
Завод «Иркутсккабель» входит в состав холдинга «УНКОМТЕХ».

## Санкции
12 декабря 2023 года, из-за российского вторжения на Украину, предприятие включено в блокирующий санкционный список США против компаний поставляющих продукцию для российской военно-промышленной базы. Ранее предприятие было включено в санкционный список Украины.